# ولسوالی پشت زیرغان
شافلان از ولسوالی‌های ولایت هرات افغانستان است که به‌ تازگی به نام پشتون زرغون شناخته می‌شود. .جمعیت این ولسوالی ۹۰،۸۱۷ نفر اعلام گردیده است. بیشتر باشندگان این ولسوالی تاجیک‌ها و اقلیتی هم از پشتون‌ها در این ولسوالی زندگی میکنن.
ولسوالی شافلان از اباختر با کرخ از خاور با اوبه از نیمروز با ادرسکن و از خاور با گذره همسایه است.

## مکان های دیدنی
مردم این منطقه برای تفریح به این اماکن سفر میکنند. از جمله میتوان به زیارت خواجه محمد سبز پوش ،زیارت حضرت خواجه گندم علی، خواجه محمد چکنده معروف به چکنده جان اشاره کرد.

## مشاهیر
مولوی عبدالواحد واعظی شاعر، ادیب و نویسنده این دیار که نه تنها در سطح این ولسوالی بلکه در سطح جهان از شهرت بسزای برخوردار است. و در این اواخر یکی از آثار او به نام نگین اشرفی که دربگیرنده غزل، مثنوی، قصیده و شعر سفید میباشد به چاپ رسیده است. 

## منبع
1. ↑  Margaret Ann Mills, Rhetorics and Politics in Afghan Traditional Storytelling , University of Pennsylvania Press, 1991, ISBN 978-0-8122-8199-6
2. ↑  «نسخه آرشیو شده» (PDF). بایگانی‌شده از اصلی (PDF) در ۶ ژانویه ۲۰۱۰. دریافت‌شده در ۲۶ اکتبر ۲۰۱۱.